# Partido Comunista de Kazajistán
El Partido Comunista de Kazajistán ( en kazajo: Қазақстан Коммунистік партиясы   , Qazaqstan Kommýnıstik Partııasy, QKP; en ruso: Коммунистическая партия Казахстана   ) es un partido político prohibido en Kazajistán .

## Origen
El Partido Comunista de Kazajistán se fundó en 1991, cuando, tras la disolución de la  Unión Soviética, se formó como sucesor del Partido Comunista de la RSS de Kazajistán, una rama regional del Partido Comunista de la Unión Soviética. 

## Reestructuración postsoviética

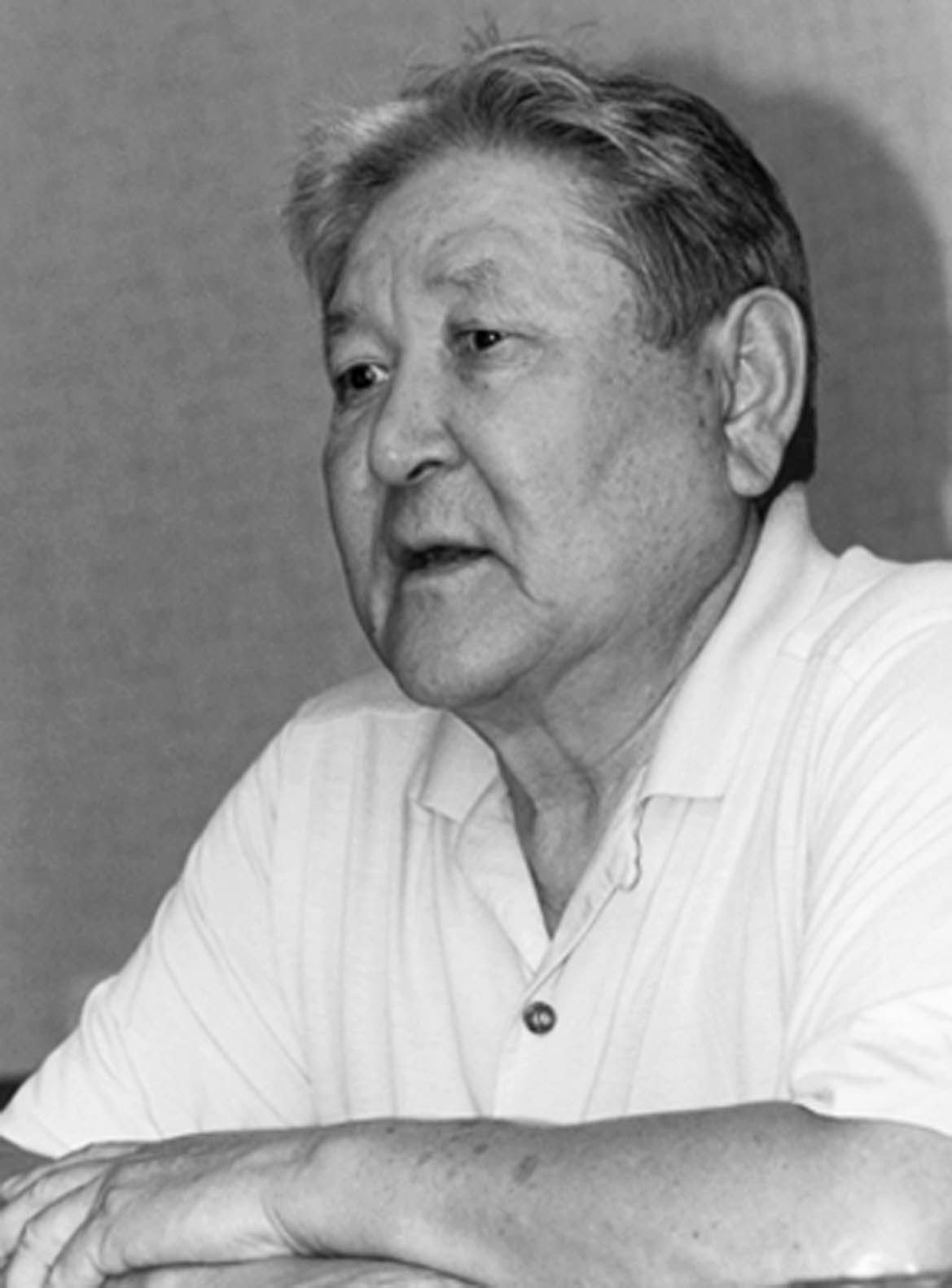
Serikbolsyn Abdildin, líder del partido de 1996 a 2010

El 18.º Congreso del Partido Comunista de Kazajistán tomó la decisión de cambiar el nombre del Partido Comunista a Partido Socialista y escindir del PCUS. Nursultan Nazarbayev, presidente del partido, dimitió cuando se convirtió en el primer presidente de Kazajistán en 1991. Los miembros insatisfechos del antiguo Partido Comunista recrearon el Partido Comunista de Kazajistán en octubre de 1991 en el XIX Congreso del partido. El QKP se registró oficialmente el 27 de agosto de 1998. El Partido Comunista de Kazajistán tiene una estructura partidaria bien establecida con oficinas en todas las provincias. Se estimó que el QKP tenía alrededor de 70 mil miembros. QKP atrae en gran medida al segmento de la población por encima de la mediana edad, especialmente en las áreas urbanas que tienen una fuerte nostalgia por la época soviética. El líder del QKP era Serikbolsyn Abdildin, un político respetado de la vieja generación en Kazajistán.
A mediados de la década de 1990, el QKP participó en los movimientos de coalición de oposición " Azamat " y " Pokolenie " ("Generación"). En 1996, CPK inició un "Movimiento Nacional-Patriótico-República" no registrado. En febrero de 1998, se unió al bloque de oposición " Frente Popular de Kazajistán ". 
El partido se dividió el 13 de abril de 2004, cuando un grupo liderado por Vladislav Kosarev comenzó a acusar al primer secretario del partido, Serikbolsyn Abdildin, de aceptar dinero de fuentes cuestionables. El partido escindido, el Partido Popular Comunista de Kazajistán, inicialmente no cumplió con el requisito de 50.000 miembros para registrarse oficialmente, pero ahora está representado en la legislatura.
En las últimas elecciones legislativas, el 19 de septiembre y el 3 de octubre de 2004, una alianza del Partido Comunista de Kazajistán y la Elección Democrática de Kazajistán obtuvo el 3,4% del voto popular y ningún escaño. En las elecciones presidenciales del 4 de diciembre de 2005, el Partido Comunista de Kazajistán, la Elección Democrática de Kazajistán y el Naghyz Ak Zhol formaron un movimiento de coalición Por un Kazajistán Justo y apoyaron a Zharmakhan Tuyakbay como candidato presidencial.
Las actividades del partido fueron suspendidas en 2012 por un tribunal regional debido a la presunta cooperación con el partido prohibido Alga! que tiene vínculos con el político fugitivo Mukhtar Ablyazov .
El partido estuvo prohibido en 2015 por el Almaty tribunal de ciudad porque el número de miembros de partido era bajo el número legal de 40,000. La frase estuvo denunciada tan políticamente motivado por los dirigentes de partido, y estuvo condenado por el Partido Comunista de Grecia, los Trabajadores Comunistas rusos' Partido y el Partido Comunista (Turquía). Aun así, el @legality de la frase estuvo defendido por el partido de las Personas Comunistas de Kazajistán, quién acusó el partido de ignorancia de la  ley; a pesar de haber protestado contra la prohibición en el Partido Comunista de Ucrania, el Partido Comunista de la Federación rusa liberó no declaración oficial en el asunto.

## Primeros secretarios
1. Leonid Korolkov (1992 - octubre de 1994)
2. Baidabek Tolepbaev (octubre de 1994 - abril de 1996)
3. Serikbolsyn Abdildin (abril de 1996 - 17 de abril de 2010)
4. Gaziz Aldamzharov (17 de abril de 2010 - 4 de septiembre de 2015)